# Condado de Prince George's
O Condado de Prince George's (em inglês:  Prince George's County) é um dos 23 condados do estado americano de Maryland. A sede do condado é Upper Marlboro, e sua maior cidade é Bowie. Foi fundado em 1696 e nomeado em honra do príncipe Jorge da Dinamarca, consorte da rainha Ana da Grã-Bretanha.
O condado possui uma área de 1 292 km², dos quais 1 250 km² estão cobertos por terra e 42 km² por água, uma população de 863 420 habitantes, e uma densidade populacional de 690,6 hab/km² (segundo o censo nacional de 2010). É o segundo condado mais populoso de Maryland.